# John McCloskey

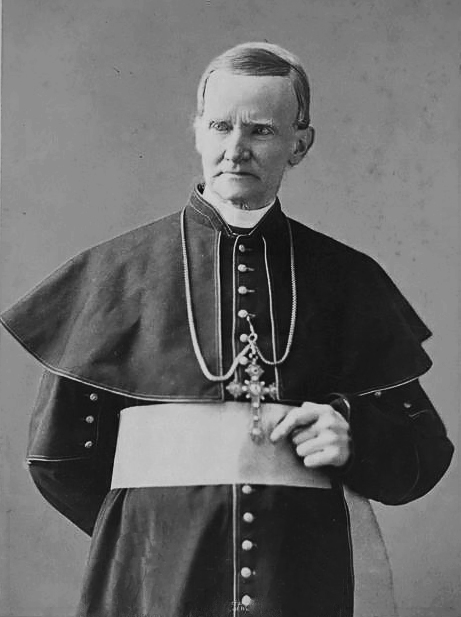
John Kardinal McCloskey (1876)

John McCloskey (* 10. März 1810 in Brooklyn, New York; † 10. Oktober 1885 in New York City) war ein US-amerikanischer römisch-katholischer Geistlicher und Erzbischof von New York. Er war der erste Kardinal der Vereinigten Staaten.

## Leben

### Frühe Jahre
John McCloskey stammte aus einer irischen Einwandererfamilie. Nachdem 1820 sein Vater Patrick gestorben war, beendete er mit elf Jahren die Schule. 

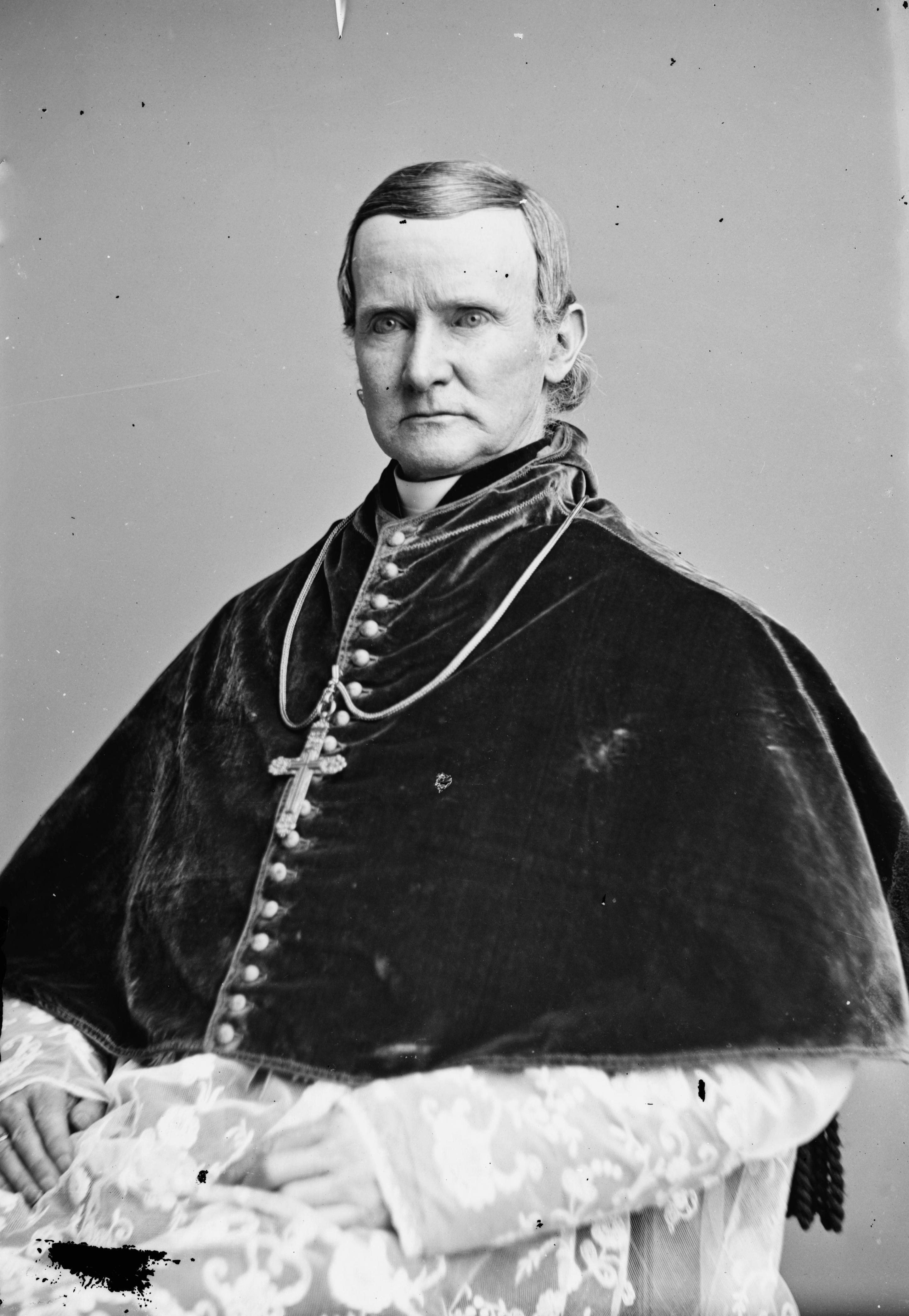
John McCloskey als Bischof von Albany (Aufnahme von Mathew B. Brady, um 1860)

Da er sich als Jugendlicher nicht für einen Beruf entscheiden konnte, arbeitete er zunächst auf der Farm, auf die seine Mutter mit ihm gezogen war. Erst 1827, als er einen schweren Unfall erlitt, entschloss er sich, Priester zu werden. Ab September 1827 studierte er am Mount St. Mary's College and Seminary in Maryland, danach an der Päpstlichen Universität Gregoriana in Rom. Am 12. Januar 1834 empfing er durch den Bischof von New York, John Dubois, das Sakrament der Priesterweihe. Anschließend übernahm McCloskey eine Stelle als Philosophieprofessor am St. Joseph's Seminary in Nyack, wo er auch Vizepräsident war. Danach setzte er seine Studien in Rom fort. Als er 1837 nach New York zurückkehrte, übte er bis 1843 pastorale Tätigkeiten aus.

### Koadjutor von New York
Am 21. November 1843 zum Koadjutorbischof von New York und zum Titularbischof von Axieri ernannt, empfing McCloskey an seinem 34. Geburtstag durch den New Yorker Bischof John Joseph Hughes die Bischofsweihe. Mitkonsekratoren waren der Bischof von Boston, Benedict Joseph Fenwick SJ, und der Bischof von Richmond, Richard Vincent Whelan.

### Bischof von Albany
Am 21. Mai 1847 wurde er zum ersten Bischof des neugegründeten Bistums Albany ernannt. Als solcher nahm er auch am 7. Provinzialkonzil von Baltimore (1849) teil und berief auch 1852 das Erste Plenarkonzil von Baltimore ein. Bis 1861 nahm er an den ersten drei Provinzialkonzilien in New York teil.

### Erzbischof von New York und Kardinal
Am 6. Mai 1864 wurde McCloskey Erzbischof von New York. Bereits 1864 wollte er den Bau der St. Patrick’s Cathedral vorantreiben, doch der Sezessionskrieg (bis 1865) hinderte ihn zunächst daran. Zwischen 1869 und 1870 nahm er am Ersten Vatikanischen Konzil teil. Auf dem Konzil stimmte er für die Päpstliche Unfehlbarkeit. 

Kardinalswappen

Schon seit etwa 1850 gab es Forderungen, einen Amerikaner zum Kardinal zu ernennen, besonders unter US-Präsident Abraham Lincoln (1861–1865). Am 15. März 1875 wurde John McCloskey von Papst Pius IX. als erster US-Amerikaner und erster Nicht-Europäer zum Kardinal erhoben.

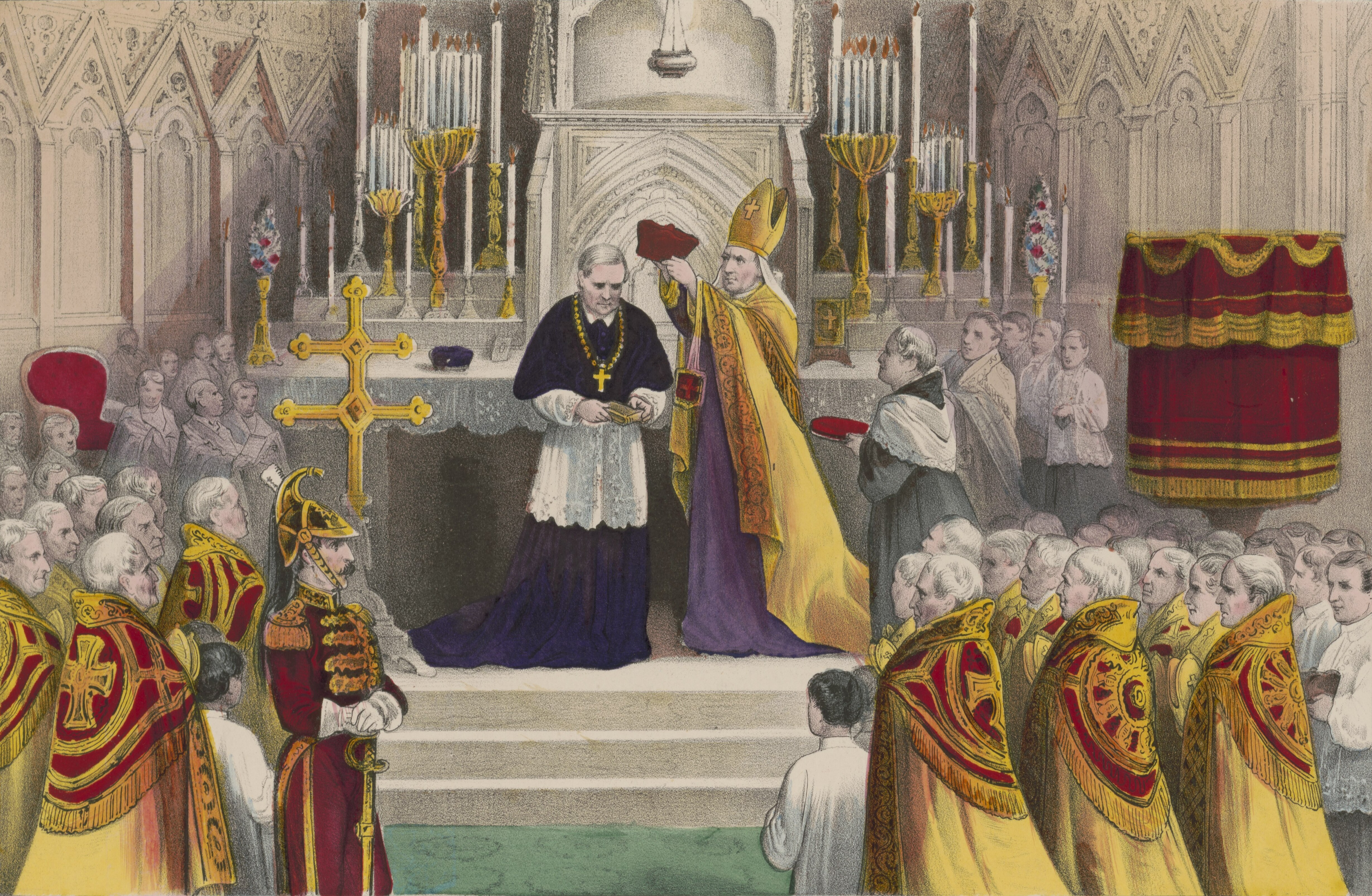
Erzbischof McCloskey empfängt das rote Kardinalsbirett, 1875

 Der Papst wies ihm als Kardinalpriester die Titelkirche Santa Maria sopra Minerva zu. Kardinal McCloskey wollte am Konklave von 1878 teilnehmen, doch angesichts der Entfernung zwischen New York und Rom und der damaligen Reisemöglichkeiten war es für ihn unmöglich, innerhalb von elf Tagen das Konklave zu erreichen. Deswegen traf er erst ein, als Leo XIII. schon gewählt worden war. 1879 weihte er die St. Patrick’s Cathedral in New York ein. Nachdem sich sein Gesundheitszustand 1885 dramatisch verschlechtert hatte und er ins Krankenhaus eingeliefert werden musste, starb er schließlich im Alter von 75 Jahren. Schon seit 1880 hatte er seinen späteren Nachfolger Michael Augustine Corrigan als Koadjutor an seiner Seite. McCloskey war ein beliebter und hoch angesehener Erzbischof. James Gibbons, Erzbischof von Baltimore und später ebenfalls Kardinal, beschrieb ihn als „furchtlosen Anführer, wachsamen Hirten und Freund“. John McCloskey liegt in der Krypta der St. Patrick’s Cathedral begraben.

## Bedeutung für das Erzbistum New York
John McCloskey zählt zu den bedeutendsten Erzbischöfen in der knapp 200-jährigen Geschichte des Erzbistums. Da die Zahl der katholischen Einwandererfamilien immer weiter anstieg und es 1865 über 1,2 Millionen Katholiken in New York gab, ließ er neue Seminare und Kirchen (unter anderem die erste Kirche für dunkelhäutige Katholiken) errichten. Auch Schulbildung und Hilfe für Kinder war McCloskey wichtig. Er etablierte zahlreiche Kinderhilfsorganisationen in New York und Umgebung.
Die 1946 im Auftrag von Francis Kardinal Spellman gegründete Kinderhilfsorganisation Cardinal McCloskey Community Services ist nach ihm benannt.